# 库列里
库列里（義大利語：Cuglieri），是意大利奥里斯塔诺省的一个市镇。总面积120.54平方公里，人口2947人，人口密度24.4人/平方公里（2009年）。ISTAT代码为095019。